# A18 (motorväg, Schweiz)
A18 är en motorväg i Schweiz som går mellan Basel och Reinach BL.